# ControlNet
 (janvier 2009).
Si vous disposez d'ouvrages ou d'articles de référence ou si vous connaissez des sites web de qualité traitant du thème abordé ici, merci de compléter l'article en donnant les références utiles à sa vérifiabilité et en les liant à la section « Notes et références ».
ControlNet est un système de communication industriel qui échange des données de façon déterminée et prévisible dans le temps. Les dispositifs utilisant ControlNet sont des entrées-sorties simples, comme des détecteurs/déclencheurs, aussi bien que des dispositifs de contrôle complexes comme des robots, des automates programmables industriels (en anglais, programmable logic controllers ou PLC), des contrôleurs de procédé ou des interfaces opérateur.

## Description
À la différence des systèmes de communication usuels qui fonctionnent sur le modèle source/destination, ce réseau utilise un modèle producteur-consommateur. Le modèle producteur/consommateur permet l'échange d'information critique dans le temps entre un dispositif d'envoi (le producteur) et plusieurs dispositifs de réception (les consommateurs) sans avoir à générer de multiples transferts aux destinataires. Ceci est accompli en attachant un identificateur unique à chaque pièce d'information qui est produite sur le réseau. N'importe quel dispositif ayant besoin d'une pièce d'information spécifique, filtre l'information pour détecter l'identificateur approprié. Plusieurs dispositifs peuvent utiliser la même pièce d'information produite par un dispositif producteur unique.
ControlNet fournit un haut degré d'efficacité en utilisant un mécanisme de jeton d'authentification (token) implicite dans le temps. Ce mécanisme permet à tous les dispositifs d'avoir un accès égal au réseau pour transmettre leurs données, sans toutefois occasionner de latence due aux transferts des paquets jeton d'authentification. Le protocole utilise un mécanisme de cédule, avec une base de temps prédéfinie, qui assure aux dispositifs un accès déterminé et prévisible, et qui élimine les collisions sur le réseau. Ce mécanisme de cédule permet aux données critiques dans le temps, qui sont exigées sur une base périodique, répétable et prévisible, d'être produites avec une périodicité prédéterminée sans perte d'efficacité généralement associée aux requêtes multiples des autres types de réseaux. Lorsqu'un échange est programmé périodiquement (par exemple, à toutes les 10 millisecondes), ControlNet garantit ce temps de livraison (ou mieux).
Le protocole soutient aussi un mécanisme complémentaire qui permet aux données qui ne sont pas critiques dans le temps ou qui sont échangées occasionnellement d'utiliser le temps restant sur le réseau. Ces données non critiques sont transmises entre les productions de données critiques.

## Couche physique
L'utilisation de câble coaxial en cuivre est la variante principale. La fibre optique est aussi utilisée.

### Coaxial - topologie
Un segment coaxial est installé dans une architecture trunkline-dropline.  Le trunkline consiste en un câble coaxial (RG6) et est terminé aux deux bouts par une résistance de 75 ohms ± 5 %.  Celles-ci limitent les réflexions de signal revenant des bouts du câble.
Les nœuds seront attachés au réseau via des câbles droplines, aussi appelé taps. Ces taps contiennent un circuit passif qui permet l'attachement au trunkline tout en réduisant au minimum des réflexions provoquées par le chargement d'attachement.
Jusqu'à 48 nœuds peuvent être connectés à un segment de cuivre.  La longueur maximale est de 1000 mètres.  Toutefois, un compromis existe entre le nombre de nœuds et la longueur maximale du trunkline, selon l'équation suivante : 
Longueur trunkline maximale = 1 000 m - 16.3 (nombre de taps - 2)
Ainsi pour un réseau de 2 nœuds, la longueur maximale du trunkline est de 1000 mètres. Pour un réseau de 99 nœuds, la longueur maximale du trunkline est de 250 mètres.
Si une combinaison nœuds/distance excède les limites de segment, un dispositif répéteur de couche physique sera utilisé.  Le second segment suit les mêmes règles de compromis nœuds/distance. Un répéteur de couche physique apparaîtra, électriquement et mécaniquement, exactement comme un nœud, mais n'aura aucune adresse de réseau.
Le répéteur est muni d'un taps pour chaque segment.  Il peut donc être connecté n'importe où sur les segments. Les répéteurs ne sont pas placés de façon à créer plus d'une connexion physique entre deux mêmes segments. N'importe quelle topologie qui soutient un chemin unique entre deux segments est permise. Une mise en œuvre ne permettra pas de chemins multiples entre les segments.

### Fibre optique
Les communications point à point et en anneau (ring) sont supportées.
Il y a trois variantes de couches physiques pour fibre :
- La première variante couvre les exigences pour une gamme courte jusqu'à 300 m. Technologie de fibre : step index, hard clad silica (HCS) ; fibre : 200/230 µm ; longueur d'onde 650 nm.

- La deuxième variante couvre les exigences pour une gamme moyenne jusqu'à 7 km. Technologie de fibre : graded index, multi mode ; fibre : 62.5/125 µm ; longueur d'onde : 1 300 nm.

- La dernière variante couvre les exigences pour une « gamme longue » jusqu'à 20 km. Technologie de fibre : graded index, single mode ; fibre : 10/125 µm ; longueur d'onde : 1 300 nm.

### Redondance média
Lorsque les dispositifs de communication le permettent, une redondance du média peut être installée. Tous les nœuds du réseau doivent accepter la redondance. La redondance est applicable autant pour la fibre que pour le coaxial. Le temps de propagation différentiel maximum entre les canaux A et B ne doit pas excéder 6.4 µSecondes ; il faudra donc prévoir des longueurs de coaxial ou de fibre relativement égale pour chaque segment.
L'ordre avec lequel les médias passent de nœud en nœud doit être strictement identique sur les deux canaux.